# Naturbahnrodel-Junioreneuropameisterschaft 1994
Die 21. FIL-Naturbahnrodel-Junioreneuropameisterschaft fand vom 12. bis 13. Februar 1994 in Längenfeld in Österreich statt.

## Technische Daten der Naturrodelbahn
| Name                   | Klammbahn    |
| Start                  | 1334 m ü. A. |
| Ziel                   | 1190 m ü. A. |
| Höhendifferenz         | 0.144 m      |
| Minimales Gefälle      | 0.012,3 %    |
| maximales Gefälle      | 0.033,4 %    |
| Durchschnittl. Gefälle | 0.014,3 %    |
| Länge                  | 1.004 m      |

## Einsitzer Herren
| Platz | Name               | Zeit |
| ----- | ------------------ | ---- |
| 01    | Andi Ruetz         | ?    |
| 02    | Gustav Gögele      | ?    |
| 03    | Martin Psenner     | ?    |
| 04    | Martin Gruber      | ?    |
| 05    | Reinhard Gruber    | ?    |
| 06    | Peter Braunegger   | ?    |
| 07    | Florin Pichler     | ?    |
| 08    | Arthur Künig       | ?    |
| 09    | Marcus Grausam     | ?    |
| 10    | Gerhard Mühlbacher | ?    |

28 Rodler kamen in die Wertung.

## Einsitzer Damen
| Platz | Name                | Zeit |
| ----- | ------------------- | ---- |
| 01    | Sonja Steinacher    | ?    |
| 02    | Sandra Mariner      | ?    |
| 03    | Irene Mitterstieler | ?    |
| 04    | Marion Mittelberger | ?    |
| 05    | Simona Martin       | ?    |
| 06    | Nadja Unterholzer   | ?    |
| 07    | Nicole Grüner       | ?    |
| 08    | Christa Gietl       | ?    |
| 09    | Manuela Zanona      | ?    |
| 10    | Barbara Röck        | ?    |

13 Rodlerinnen kamen in die Wertung.

## Doppelsitzer
| Platz | Name                                    | Zeit |
| ----- | --------------------------------------- | ---- |
| 01    | Gustav Gögele – Arthur Künig            | ?    |
| 02    | Martin Schneebauer – Peter Braunegger   | ?    |
| 03    | Fabio Minuzzi – Umberto Vierin          | ?    |
| 04    | Gerald Kallan – Roland Kallan           | ?    |
| 05    | Alois Braunegger – Klaus Mauracher      | ?    |
| 06    | Jürgen Gschwandtner – Herbert Oitzinger | ?    |
| 07    | Stefano Giansetto – Daniele Pieiller    | ?    |
| 08    | Andreas Fasching – Gerhard Kleinhofer   | ?    |
| 09    | Sebastian Jeziorko – Krzysztof Pisuk    | ?    |
| 10    | Tobias Heeb – Marco Gartmann            | ?    |

Zehn Doppelsitzer kamen in die Wertung.

## Medaillenspiegel
| Platz | Land       | Gold | Silber | Bronze | Gesamt |
| ----- | ---------- | ---- | ------ | ------ | ------ |
| 1.    | Italien    | 2    | 1      | 3      | 6      |
| 2.    | Österreich | 1    | 2      | —      | 3      |